# 香港馬術專業學院
香港馬術專業學院（英語：Hong Kong Riding Skill Academy），又稱香港馬術專業學校，是香港一間私人騎術學校，位於新界元朗區石崗錦田路DD111號，鄰近八鄉橫台山。騎術學校面積約10萬至15萬平方呎，擁有2個露天沙圈、1個有蓋沙圈及1個燒烤場，並擁有13匹馬。